# Park Narodowy Dunaj-Drawa
Park Narodowy Dunaj-Drawa (węg. Duna-Dráva Nemzeti Park) – park narodowy na Węgrzech, położony w południowo-zachodniej części kraju, na terenach zalewowych nad Dunajem i Drawą. Utworzony został w 1996 r. i zajmuje powierzchnię 49 000 ha.

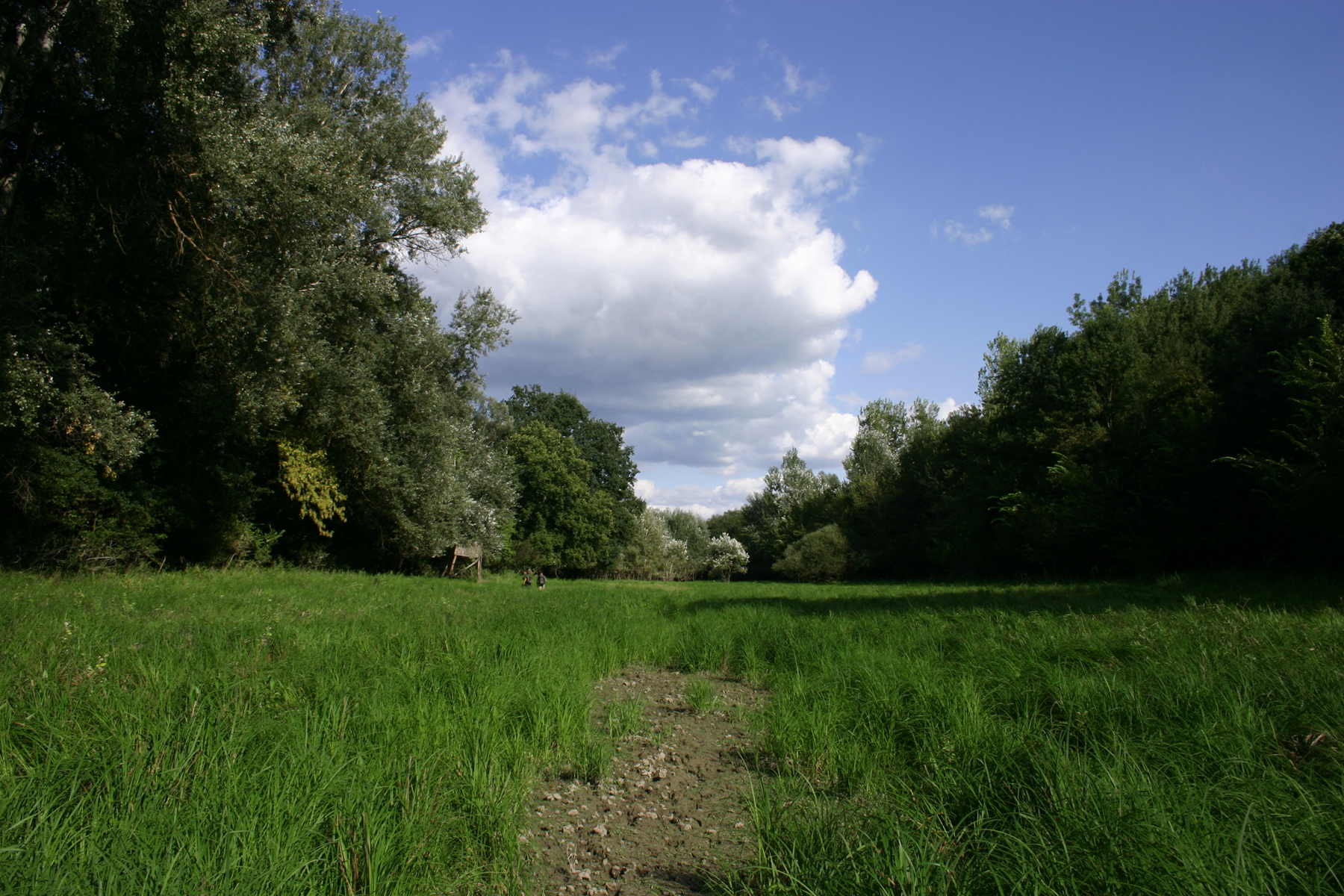
Gemenc – krajobraz